# DC 코믹스의 등장인물 목록

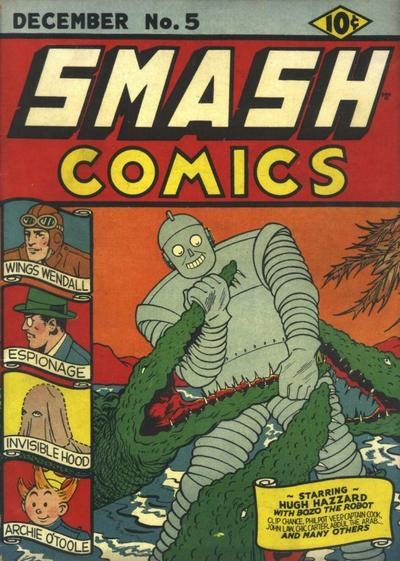

다음은 DC 코믹스의 등장인물 목록이다.

## ㄱㄴㄷ순
| #   | ㄱ | ㄷ | ㄹ | ㅁ | ㅂ | ㅅ |
| ㅇ  | ㅈ | ㅊ | ㅋ | ㅌ | ㅍ | ㅎ |
| A~Z |    |    |    |    |    |    |